# John Edward Lloyd
Sir John Edward Lloyd (5 maggio 1861 – 20 giugno 1947) è stato uno storico gallese.
Considerato il primo storico a studiare in profondità le origini del Galles, raccolse i propri studi nell'opera Una storia del Galles dalle origini alla conquista edoardiana (1911). Un altro suo lavoro di grande importanza fu Owain Glyndŵr (1931). 
Per gli importanti risultati raggiunti nei suoi studi, fu nominato cavaliere nel 1934. Sotto la sua direzione fu compilata la prima edizione del Dictionary of Welsh Biography, sebbene sia stata pubblicata solo dopo la sua morte (1950).